# لیلنج
لیلنج یا لیلنگ سایه‌ای از رنگ نیلی است که در گل گندم دیده می‌شود. لینلج تغییرشکل‌یافتهٔ نیل‌رنگ است که در آن حروف ن و گ به ل و ج تبدیل شده و ر حذف (ادغام) شده‌است.. رنگ نیلی همچنان در فارسی در معنای کبود (آبی پررنگ) استفاده می‌شود. این واژه از طریق زبان‌های عربی و فرانسه به انگلیسی راه یافته و در آنجا lilac ضبط شده است.